# Guus Albregts

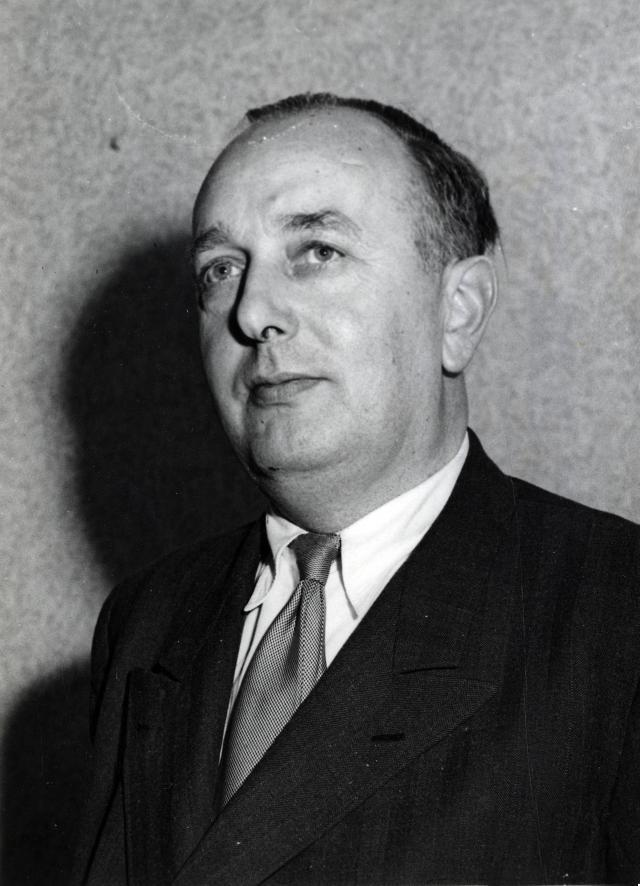
Guus Albregts (1951)

Augustinus Hendrik Marie „Guus“ Albregts (* 22. November 1900 in Vught; † 8. Juni 1980 in ’s-Hertogenbosch) war ein niederländischer Ökonom und Politiker (KVP). Er war kurzzeitig Minister ohne Geschäftsbereich im Kabinett von Willem Drees.

## Leben
Albregts arbeitete die ersten 20 Jahre seiner Berufslaufbahn zunächst als Lehrer, davon 1926–1945 am Römisch-katholischen Lyceum in Hilversum, von 1929 bis 1945 auch an der Technischen Oberschule in Utrecht. Von 1932 bis 1937 studierte er Wirtschaft an der Katholischen Wirtschaftshochschule in Tilburg, 1948 erhielt er dort auch seine Promotion. Dem folgte an seinem Studienort von 1949 bis 1951 eine außerordentliche Professur für internationale Wirtschaftspolitik. Von 1945 bis 1951 war Albregts sowohl Generalsekretär des katholischen Arbeitgeberverbands AKWV als auch Direktor des Verbands der katholischen Arbeitgeberverbände.
Im März 1951 wurde Albregts zum Minister ohne Geschäftsbereich ernannt und beschäftigte sich von da an mit Angelegenheiten des Mittelstands, öffentlich-rechtlicher Betriebsorganisation und Produktivitätserhöhung im gesamten Wirtschaftsleben. Zusammen mit Wirtschaftsminister van den Brink veranlasste er ein Verkaufsverbot für Sonntage und für Werktage von 18:00 bis 05:00 Uhr, bei dem jedoch Ausnahmen zulässig waren. Bereits im September 1952 kehrte Albregts jedoch wieder in die Wissenschaft zurück und setzte seine alte Tätigkeit in Tilburg bis 1970 fort. Daneben war er auch Vorsitzender mehrerer Wirtschaftsräte und in einer Reihe von Aufsichtsräten vertreten.

## Ehrungen
- Ritter im Orden des niederländischen Löwen (1952)
- Ehrendoktor der Universität Montreal

## Werke
- Van oorlogs- naar vredes-economie (1947).
- De leer der maatschappelijk economische organisatievormen (Dissertation von 1948, 1949 bei Elsevier veröffentlicht).
- Enige aspecten van de financiering der industrialisatie (Einweihungsrede von 1949).
- Waarvoor wij staan. De katholieke werkgever in het midden van de twintigste eeuw (1950).
- Statistiek en productiviteit: vijf redevoeringen (1952).